# Ariane Porto
Ariane Porto é produtora cultural, atriz brasileira de cinema e teatro, roteirista e cineasta, pós doutora em Comunicação e Artes pela ECA[USP]. Professora do Instituto de Artes da UNICAMP. Professora do Curso de Especialização e do Curso de Graduação em Educomunicação da ECA USP.

## Carreira
Criou e produziu a série infantil Assembléia dos Bichos, dirigiu trabalhos de ficção com crianças (Guaiá dos Mares, 1994), ficção com bonecos (Assembléia dos Bichos) e documentários (Povos do Mar, série televisiva).

## Principais Atividades
- Dirigiu o longa-metragem A Ilha do Terrível Rapaterra.
- Vencedora em 2001 do Prêmio Estímulo da Secretaria Estadual da Cultura de São Paulo com o roteiro do curta-metragem A Mulher e a Paz.[1]
- Prêmio Flávio Rangel 2005 de Teatro Profissional com o espetáculo João Guimarães - Veredas.[1]
- Assinou, em 2002, a produção executiva do documentário de longa metragem Vlado, 30 Anos Depois.[1]
- Ariane Porto é diretora-geral do Ecocine – Festival Internacional de Cinema e Vídeo Ambiental e sócia-fundadora da Tao Produções.

## Filmografia

### Atriz
1. Topografia de um Desnudo (2009)[1] .... Abel

### Diretora
1. A Ilha do Terrível Rapaterra (2006)

### Produtora
1. Topografia de Um Desnudo (2009) (produtor)

### Roteirista
1. Topografia de Um Desnudo (2009) (escritor)[1]
2. A Ilha do Terrível Rapaterra (2006) (escritor)

* Não inclui trabalhos em teatro.